# バガトル (アス)
バガトル（抜都児、生年不詳 - 1297年）は、大元ウルスの軍人。アス族の出身。

## 経歴
アス族（アスト部）とはカフカース山脈北麓に居住するオセット人の内、モンケの征服によって東方に移住してきた集団の総称で、バガトルも兄とともにモンケに帰順したと伝えられている。
バガトルの一族は上都路の宜興に居住した。兄たちは憲宗モンケに従って転戦し、陣没した。バガトルは李璮の乱の征討に従軍し、済南を包囲して、20数戦した。クビライの賞賛を受け、アス軍1000を率いるよう命じられ、側近として仕えるようになった。まもなく阿塔赤内のケシク百戸にあてられた。後に塔不台の南征に従い、金剛台で戦って戦功を上げた。凱旋すると、さらなる従軍を願い出たが、クビライはこれをとどめて側近に控えさせた。
至元23年（1286年）、広威将軍・後衛親軍副都指揮使に任じられた。至元24年（1287年）夏、ナヤンの乱（ナヤン・カダアンの乱）の征討に従軍し、僉家奴と塔不台を捕らえて凱旋し、定遠大将軍の位を加えられた。大徳元年（1297年）、死去した。
子の別吉連が後を嗣いだ。